# Mondovi (Wisconsin)
Pour les articles homonymes, voir Mondovi.
Mondovi est une ville américaine située dans le comté de Buffalo, au Wisconsin. Selon le recensement de 2010, sa population est de 2 777 habitants.